# Sainte-Hélène-Bondeville
Sainte-Hélène-Bondeville ist eine französische Gemeinde mit 698 Einwohnern (Stand: 1. Januar 2022) im Département Seine-Maritime in der Region Normandie. Sie gehört zum Arrondissement Le Havre und zum Kanton Fécamp (bis 2015: Kanton Valmont).

## Geographie
Sainte-Hélène-Bondeville liegt im Pays de Caux etwa 42 Kilometer nordöstlich von Le Havre und etwa drei Kilometer südlich der Alabasterküste zum Ärmelkanal. Umgeben wird Sainte-Hélène-Bondeville von den Nachbargemeinden Életot im Norden, Écretteville-sur-Mer im Nordosten, Angerville-la-Martel im Osten und Südosten, Colleville im Süden sowie Senneville-sur-Fécamp im Westen.

## Geschichte
1826 wurden die bis dahin eigenständigen Kommunen Sainte-Hélène und Bondeville wieder vereinigt.

## Bevölkerungsentwicklung
| Jahr                      | 1962 | 1968 | 1975 | 1982 | 1990 | 1999 | 2006 | 2013 |
| Einwohner                 | 462  | 422  | 390  | 542  | 680  | 680  | 728  | 689  |
| Quelle: Cassini und INSEE |      |      |      |      |      |      |      |      |

## Sehenswürdigkeiten
- Kirche Sainte-Hélène aus dem 16. Jahrhundert
- alte Kirchruine Saint-Pierre-et-Saint-Clair in Bondeville
- Priorei aus dem 16. Jahrhundert in Alventot